# Anca Ionescu
Anca Ionescu (născută Lipan, n. 16 iulie 1982, Buzău, România) este o handbalistă din România care evoluează la echipa CS HM Buzău pe postul de intermediar stânga. Ea a jucat în trecut la cluburi precum Astral Poșta Câlnău, HC Dunărea Brăila sau CS HM Buzău. În anul 2009, ea a absentat din activitatea competițională pentru a da naștere unui copil, iar în sezonul 2011-2012 a suferit o afecțiune la coloana vertebrală care a ținut-o o perioadă departe de terenul de joc.
În 2006, pe când purta numele Lipan, handbalista a fost convocată la echipa națională a României pentru două meciuri împotriva Turciei. Partidele s-au desfășurat în Sala Sporturilor Traian din Râmnicu Vâlcea, pe 21 și 22 martie.

## Palmares
- Cupa Challenge
  - Semifinalistă: 2008[6]